# باسمور (رواية)
باسمور (بالإنجليزية: Pasmore)‏ هي رواية للكاتب الإنجليزي ديفيد ستوري، نشرت عام 1972، لأول مرة عن دار نشر لونغمان. 